# 落橋

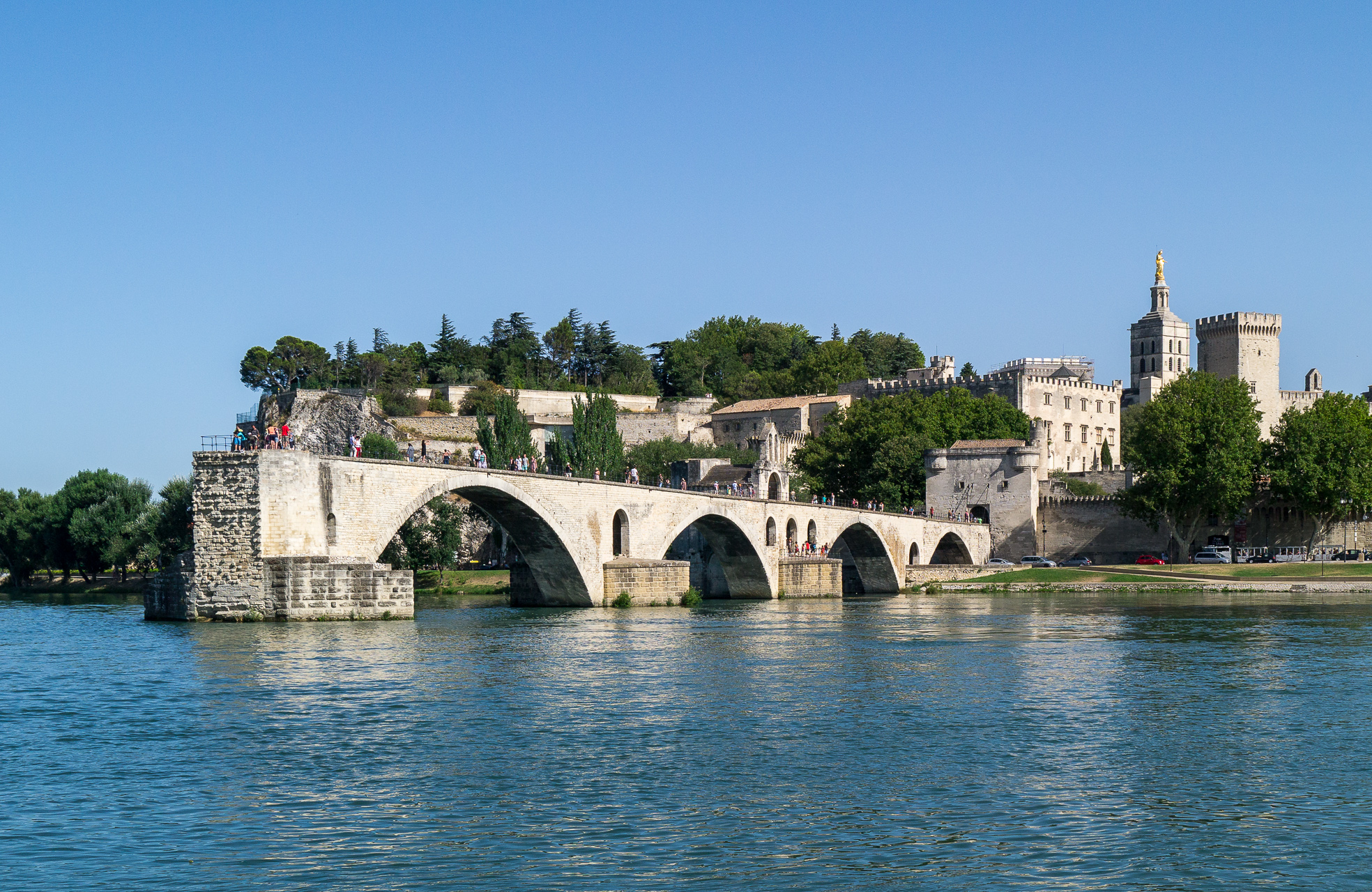
フランスにあるサン・ベネゼ橋。アヴィニョンとヴィルヌーヴ＝レザヴィニョンをつなぐ橋であったが、戦争で破壊。その後再建されたものの維持ができなくなったため劣化。

落橋（らくきょう、らっきょう）とは、橋が落ちることである。一般には音便化して「らっきょう」と呼ばれる。

## 概要
一般的な橋梁は上部構造（橋桁）と下部構造（橋脚・橋台）との間は支承と呼ばれる衝撃吸収構造材で点的に支持されており、剛結構造とはなっていない。このため、橋全体に大きな外力（暴風や地震など）が加わると、上部構造と下部構造の挙動にずれが生じ、下部工から上部工が浮き上がって橋桁がずれたり外れたりすることがある。これが『落橋』状態である。この場合、上部構造（橋桁）そのものは限りなく無傷に近い状態であることが多い。
落橋のメカニズムには様々なものがあるが、橋の構造設計計算自体に問題のあった初代タコマナローズ橋のような事例はごく少数であり、岩手・宮城内陸地震による大きな水平力により橋脚1本が座屈を起こし、橋脚ごと落橋した国道342号祭畤大橋（岩手県）、東北地方太平洋沖地震による津波で橋桁もろとも流されてしまった国道45号歌津大橋（宮城県）、熊本地震により橋脚の地盤が橋直下の断層でずれて崩落した国道325号阿蘇大橋など、地震で設計の想定外の外力が発生したケースが多い。
一方で竣工から年数が経過したために構造物が腐食して落橋に至るケースが日本国内でも発生している（長野県新菅橋・岐阜県島田橋・沖縄県辺野喜橋など）。

## 防止策

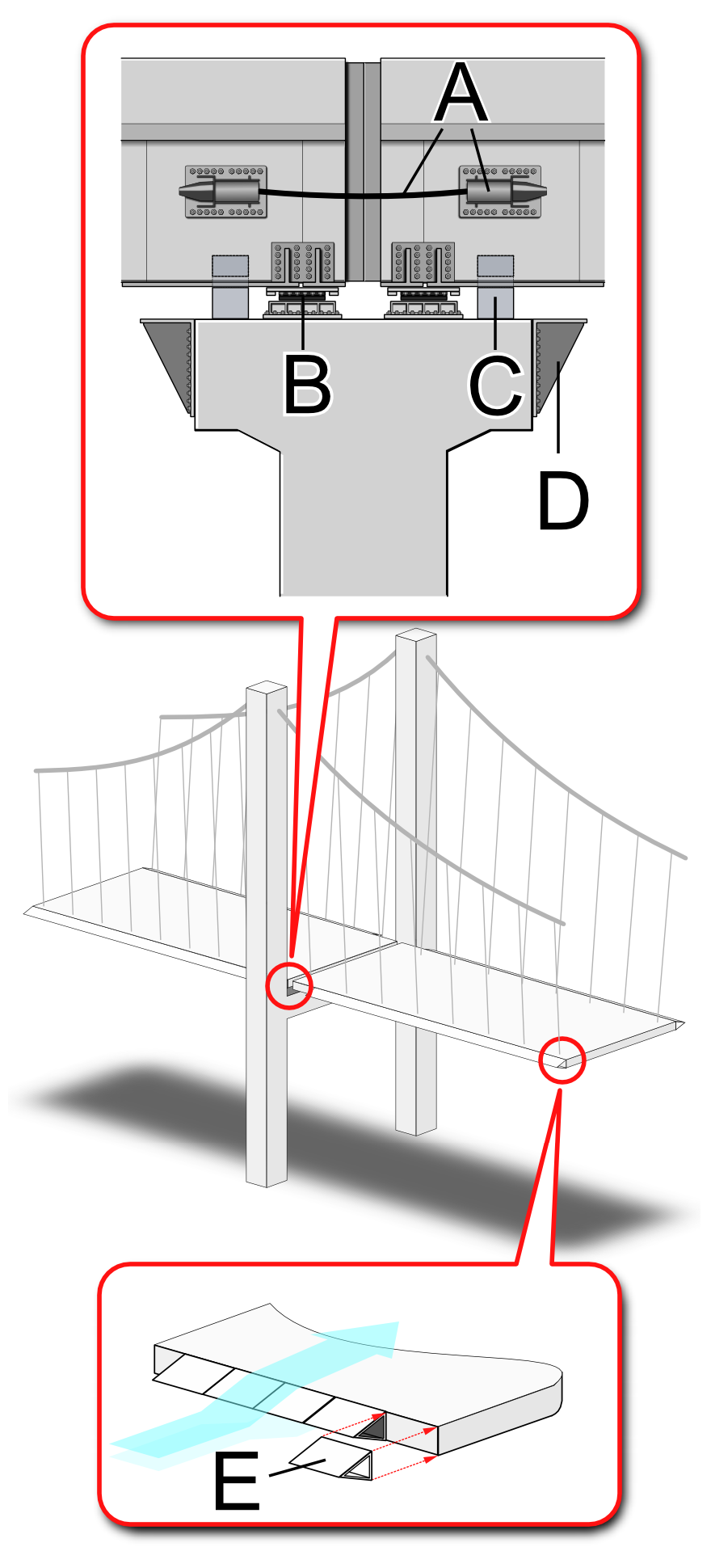
防止策の例
A:ワイヤーケーブルによる桁連結装置
B:ゴム製支承による変位制限
C:変位制限装置
D:縁端拡幅ブランケット
E:整流板（フェアリング）

落橋防止のために次のような耐風や耐震のための工夫が行われている。

### 耐風
特に吊り橋や斜張橋では強風によって大きな振動が生じることがあるため、風がうまく通り抜ける形状が望まれる。風で振動するのは主に広い面を備えた橋桁部であり、橋桁の側面を垂直に切り立ったままにせず整流板を取り付けて風圧を減じたり、路盤以外の水平面にはできるだけ網目構造を取り入れて風を逃がすなどの工夫が行われている。また、橋の風下側に生じた渦で橋桁が振動し（渦励振）その周期が橋全体の固有振動数と同調すると、共振によって橋桁の構造破壊を起こすほどの大きな振れとなるため、これらの周期をずらすことも重要であり、大きな橋では建設前に風洞実験やコンピュータ・シミュレーションによって振動数や振動の程度が計測／計算され事前に安全性が確認されている。

### 耐震
耐震性の向上点としては橋桁の落下防止と橋脚の座屈防止などがある。日本では阪神・淡路大震災での道路橋の座屈倒壊などを受けて道路橋示方書が改訂され、落橋防止の強化が図られた。
落橋防止装置／落橋防止構造
橋桁などの上部構造の落下を防止する仕組みは落橋防止装置や落橋防止構造と呼ばれ、いくつか考案され実際に用いられている。
桁連結装置
橋桁の端で橋桁同士をワイヤーケーブルで連結することで、橋桁が橋脚上をずれ動き逸脱することで落橋しないようにする。ワイヤーケーブルの代わりにチェーンを用いるものもある。同様のものとして、金属板で接続するタイバーや、穴の開いた金属板間をボルト状のピンで接続するピン連結がある。
変位制限装置
支承自身の新たな機能として、または支承を補完する別の装置による機能として、橋桁の慣性力に抗い橋桁の位置変位を制限することで落橋を防止する。支承類似の装置でゴムなどで変位エネルギーを吸収し移動を制限するものの他に、金属製の金具類やコンクリート製の変位制限壁などがある。
縁端拡幅ブランケット
橋脚のけたかかり長を拡げることで、橋桁の位置変位の許容量を大きくする。
橋脚の座屈防止
多くの橋脚では鉄筋コンクリート製（RC造）の1本、または2本程度の太い柱が用いられているが、地震時の揺れで基部付近のコンクリートが抜け落ち籠状になった鉄筋だけが残されることで支え切れずに座屈し倒壊する事実に対応して、強度向上のためにプレストレスト・コンクリート（PC）造の橋脚に炭素繊維シート (CFRP) で補強するなどが行われた。鋼鉄製の橋脚でも、補剛材であるリブが幾つも内側に付けられ、強度が高められる。